# Orquestra Sinfónica de Antuérpia
A Orquestra Sinfónica de Antuérpia, chamada oficialmente Antwerp Symphony Orchestra e antes chamada Real Filarmónica Flamenga, é a orquestra sinfónica da Flandres (Bélgica), com sede na Sala Rainha Isabel em Antuérpia. Em outubro de 2020, a orquestra era liderada pela maestrina chefe Elim Chan e pelo maestro honorário Philippe Herreweghe. A organização, que é uma das sete instituições artísticas da Comunidade Flamenga, é um dos representantes culturais mais importantes na região.
Desde a sua fundação em 1955, a missão da Orquestra Sinfónica de Antuérpia tem sido chegar até à maior audiência possível com um repertório sinfónico clássico e contemporâneo. Na Bélgica a orquestra faz as suas atuações na sede em Antuérpia todas as temporadas, assim como na Flandres de Leste (Muziekcentrum De Bijloke), Flandres Ocidental (Concertgebouw Brugge), Limburg (Cultuurcentrum Hasselt) e Bruxelas (Bozar/Paleis voor Schone Kunsten/Palácio de Belas Artes). Na qualidade de embaixadora cultural da Flandres, a orquestra realiza apresentações internacionais, dentro e fora da Europa, todas as temporadas.
Além dos seus concertos regulares, a Orquestra Sinfónica de Antuérpia também se dedica a trabalhos com jovens e projetos de cariz social para pessoas portadoras de deficiência ou comunidades emigrantes. Em 2016, a orquestra recebeu o prémio “Iedereen Klassiek” da emissora pública de rádio flamenga Klara por este tipo de trabalho.
Joost Maegerman tem exercido funções de diretor da orquestra desde 2015.

## Nomes
A orquestra mudou de nome várias vezes desde a sua fundação:
- desde abrir de 2017 Orquestra Sinfónica de Antuérpia
- desde setembro de 2002 Koninklijke Filharmonie van Vlaanderen/Real Filarmónica Flamenga – deFilharmonie como abreviatura
- desde julho de 1985 Koninklijk Filharmonisch Orkest van Vlaanderen
- desde janeiro de 1983 Filharmonisch Orkest van Vlaanderen
- na sua fundação em 1955 De Philharmonie van Antwerpen

## Origens e história

### Origens
A orquestra faz parte de uma longa tradição de associações filarmónicas na Antuérpia. A sua precursora mais antiga é a Société Royale d’Harmonie d’Anvers (que ainda se mantém ativa atualmente sob o nome Sorodha). Esta associação musical, que foi fundada em 1814, possui um elevado número de membros e uma agenda muito convencional e edificante: para promover e desenvolver o bem-estar emocional da população de Antuérpia através da música clássica.
As raízes da Orquestra Filarmónica de Antuérpia remontam diretamente à Koninklijke Maatschappij voor Dierkunde (KMDA) ou Sociedade Real Zoológica de Antuérpia. Desde a sua fundação em 1843, esta sociedade tem estado focada na zoologia e na conservação da natureza. Em 1895, a Koninklijke Maatschappij voor Dierkunde fundou uma orquestra para oferecer concertos aos seus membros. Durante o verão, estes "Dierentuinconcerten" ou Concertos zoológicos eram organizados no Jardim zoológico. Nos meses de inverno, a orquestra deslocava-se para o "Grote Feestzaal" (o Great Festival Hall, o antecessor do atual Queen Elisabeth Hall), que foi construído em 1897 para albergar estes concertos. Sob a batuta de Edward Keurvels e, mais tarde, de Flor Alpaerts, o programa apresentava trabalhos de compositores como Edvard Grieg, César Franck e Hector Berlioz. Compositores flamengos como Waelput, Blockx, Wambach e De Mol também receberam uma atenção especial.
Em 1903, foi fundada outra orquestra na Antuérpia: a Maatschappij der Nieuwe Concerten van Antwerpen sob a batuta de Lodewijk Mortelmans. Maestros convidados como Gustav Mahler, Siegfried Wagner, Hans Richter, Richard Strauss e Sergei Rachmaninov dirigiram esta orquestra. Solistas como Pablo de Sarasate, Jacques Thibaud, Pablo Casals e Fritz Kreisler apresentaram-se sob a batuta de Mortelmans.

### Vzw De Philharmonie (1955 - 1983)
As orquestras da Koninklijke Maatschappij voor Dierkunde e da Maatschappij der Nieuwe Concerten foram desintegradas após a Segunda Guerra Mundial. Muitos lugares de entretenimento ficaram extremamente danificados durante a guerra, deixando muito poucos lugares com condições para receber concertos na cidade. Nos anos 50 também foi muito difícil reunir orquestras ocasionais e encontrar palcos adequados para uma orquestra. Além disso, Antuérpia tinha apenas uma orquestra profissional, a da Koninklijke Vlaamse Opera (Ópera Real Flamenga), que tinha uma função específica no fosso da orquestra.
Em 12 de novembro de 1955, Gaston Ariën fundou De Philharmonie como uma organização sem fins lucrativos, em colaboração com Jef Maes, J.A. Zwijsen e Steven Candael. Os ensaios tiveram início a 19 de janeiro de 1956. Após cerca de cinquenta reuniões, teve lugar o primeiro concerto a 10 de dezembro de 1956 na casa da ópera.
Encontrar alojamento permanente revelou-se um grande desafio para a orquestra. O "Grote Feestzaal" da Sociedade Real Zoológica/Koninklijke Maatschappij voor Dierkunde era o único espaço na cidade com um palco suficientemente grande para alojar uma orquestra. No entanto, foi demolido em 1958, para ser construído o Queen Elisabeth Hall no mesmo local. Foi por esse motivo que a De Philharmonie ensaiou em vários espaços da cidade, incluindo a Alpaertszaal/Sala Alpaerts do Jardim zoológico e o Olympia sports hall em Zuid (que mais tarde foi ocupado por um clube noturno chamado Zillion).
Em 1959, o holandês Eduard Flipse tornou-se o primeiro maestro chefe da De Philharmonie. Durante os anos 60, a De Philharmonie floresceu. Em 1960, a Rainha Isabel inaugurou o novo que seria batizado com o seu nome, o Queen Elisabeth Hall. Desde então, a orquestra tem um espaço musical dedicado para as suas atuações. O canal público de TV da Flandres BRT também solicitou regularmente os serviços da orquestra.
Em 1970, Flipse reformou-se. Vários membros da orquestra assumiram funções como maestro ou maestrina, começando por Valère Lenaerts, que foi sucedido por Enrique Jordá três anos mais tarde. André Vandernoot foi o primeiro maestro convidado da orquestra entre 1975 e 1983.
A partir de 1980, a De Philharmonie juntou forças com deSingel, cumprindo o sonho de Peter Benoit, o fundador do Conservatório Koninklijk Vlaams (Conservatório Real de Antuérpia), muitas décadas mais tarde. Assim, a orquestra teve finalmente um segundo palco adequado na sua cidade natal. No entanto, a nível orçamental, as coisas ficaram cada vez mais difíceis. O Ministro da Cultura Flamengo Karel Poma ameaçou com desintegrar a orquestra. Com esta finalidade, foi efetuada uma auditoria que concluiu que era necessária uma reorganização drástica.

### De Filharmonie van Vlaanderen (1983 - 1985)
Em resposta às conclusões do relatório da auditoria, foi fundada uma nova organização sem fins lucrativos em 1983 com o nome De Filharmonie van Vlaanderen. Emil Tchakarov foi designado como o maestro chefe e foi criada uma nova comissão de diretores. No seguimento de uma alteração nos regulamentos, a orquestra também poderia agora assumir a organização dos próprios concertos.

### Koninklijk Filharmonisch Orkest van Vlaanderen (1985 - 2002)
Em 1985, a orquestra mudou de nome para Koninklijk Filharmonisch Orkest van Vlaanderen.
Em 1987, Günter Neuhold foi designado como o novo maestro chefe. Focou-se em trabalhos de compositores flamengos contemporâneos como Luc Brewaeys. Em 1996, foi atribuído à orquestra um local permanente para ensaios, num novo edifício do bairro Eilandje em Antuérpia.
Durante a temporada de 1998-1999, Philippe Herreweghe juntou-se à orquestra como diretor artístico. Desde então tem mantido uma afiliação permanente com a orquestra.

### deFilharmonie - Real Filarmónica Flamenga (2002 - 2017)
O crescente interesse internacional na orquestra deu origem a um novo nome em 2002: deFilharmonie (Real Filarmónica Flamenga).
Em 2008, Jaap van Zweden foi designado como maestro chefe, Martyn Brabbins com maestro convidado permanente e Philippe Herreweghe como maestro principal. Esta decisão criou uma base artística sólida para a orquestra. Em 2011, Edo de Waart substituiu o maestro chefe Jaap van Zweden. Em 2009, foi tomada a decisão de construir um novo Queen Elisabeth Hall, com a deFilharmonie como a orquestra residente, após consulta do Arquiteto Principal Flamengo e com o apoio da Comunidade Flamenga.
Após três anos de renovações, o novo Queen Elisabeth Hall foi inaugurado pela Rainha Matilde em novembro de 2016 no mesmo local; a deFilharmonie apresentou quatro concertos inaugurais no novo centro. Desde então, a orquestra tem ensaiado, apresentado e gravado concertos no Queen Elisabeth Hall.

### Orquestra Sinfónica de Antuérpia (2017 - …)
A nova sala de concertos, com apelo internacional, esteve na origem de outra mudança de nome. A 3 de abril de 2017, a orquestra mudou de nome para Orquestra Sinfónica de Antuérpia.
Desde a temporada 2017-2018, a Orquestra Sinfónica de Antuérpia tem sido a anfitriã de orquestras internacionais no Queen Elisabeth Hall em todas as temporadas, em colaboração com deSingel.
No início da temporada de concertos de 2019-2020, Elim Chan tornou-se a nova maestrina chefe da Orquestra Sinfónica de Antuérpia. A maestrina tinha apenas 31 anos de idade, quando aceitou o cargo, o que a tornou na mais jovem maestrina chefe da história da orquestra.

## Concertos

### Locais
Além dos concertos no Queen Elisabeth Hall, a orquestra também se apresenta noutros locais de Antuérpia em cada temporada, como deSingel, De Roma, AMUZ, St. Charles Borromeo Church, a Catedral de Nossa Senhora e Sint-Jansplein. Salas de concertos como o Palácio de Belas Artes em Bruxelas, o Concertgebouw em Bruges, o Muziekcentrum De Bijloke em Ghent e o CCHA em Hasselt são outros locais de música nos quais a orquestra se apresenta.
Na qualidade de Embaixatriz Cultural da Flandres, a Orquestra Sinfónica de Antuérpia já se apresentou em salas de concertos internacionais, como o Philharmonic Hall em São Petesburrgo, o Grande Teatro Nacional em Pequim, o Musikverein e o Konzerthaus em Viena, o Koninklijk Concertgebouw em Amesterdão, o Suntory Hall e o Bunka Kaikan Hall em Tóquio e o Palácio das Artes em Budapeste. Em abril de 2019, a Orquestra Sinfónica de Antuérpia tornou-se a primeira orquestra flamenga de sempre a fazer uma digressão pela América Latina, com concertos no Teatro Mayor em Bogotá (Colômbia) e na Sala São Paulo São Paulo (Brasil).

### Tradições
A Orquestra Sinfónica de Antuérpia possui um conjunto de tradições, designadamente um conjunto de concertos (anuais) recorrentes.
Todos os anos, a Orquestra Sinfónica de Antuérpia apresenta um concerto numa catedral na Catedral de Nossa Senhora em Antuérpia, concertos de Natal na Igreja de São Carlos Borromeo e um concerto de Ano Novo no Queen Elisabeth Hall. Além disso, a orquestra tem apresentado um programa de música clássica acessível durante mais de dez anos durante o seu concerto ao ar livre em Sint-Jansplein na Antuérpia durante o primeiro fim de semana de setembro.

## Gravações
A Orquestra Sinfónica de Antuérpia tem efetuado gravações para nomes reconhecidos da música clássica como PHI, BIS Records e PentaTone Classics.

## Educação e Superação
Educação e Superação agrupa diversas iniciativas, com as quais a Orquestra Sinfónica de Antuérpia cumpre uma missão social e educativa. A orquestra desenvolve uma experiência cultural duradoura, permitindo que crianças, jovens e pessoas em posições vulneráveis e com diversas origens culturais participem na música clássica. Estes tipos de projetos, que visam especificamente crianças e jovens, são um fio condutor comum na existência da Orquestra Sinfónica de Antuérpia.
Na qualidade de instituição, a Orquestra Sinfónica de Antuérpia é a força dinamizadora por detrás de diversas orquestras jovens (a Re-Mix Orchestra fundada em 2007, a Antwerps Jeugdorkest fundada em 2018 e a Orquestra Jovem da Flandres fundada em 2018). A orquestra também fundou a Academia da Orquestra Sinfónica de Antuérpia em 2018. Também participa no estágio bienal de composição de música SoundMine.

## Maestros

### Maestros chefes
- 2019 - presente Elim Chan
- 2011 - 2016 Edo de Waart
- 2008 - 2011 Jaap van Zweden
- 2002 - 2008 Daniele Callegari
- 1998 Philippe Herreweghe (permanentemente afiliado à Orquestra Sinfónica de Antuérpia desde 1998)
- 1995 - 1998 Grant Llewellyn
- 1991 - 1995 Muhai Tang
- 1986 - 1991 Günter Neuhold
- 1983 - 1986 Emil Tchakarov
- 1975 - 1983 André Vandernoot
- 1970 - 1975 Enrique Jordá
- 1959 - 1970 Eduard Flipse

### Intendentes/Diretores gerais
- 2015 - presente Joost Maegerman
- 2009 - 2015 Hans Verbugt
- 2009 Jean Pierre Grootaers
- 2004 - 2008 Hans Waege
- 2000 - 2004 Jan Raes
- 1993 - 2000 Luc Vanackere
- 1991 - 1992 Marc Anseeuw
- 1986 - 1991 Luc Vanackere
- 1984 - 1986 Marc Clémeur
- 1964 - 1983 François Cuvelier

## Discografia (seleção)
- Bert Joris: Dangerous Liaison (em conjunto com a Orquestra de Jazz de Bruxelas)
- Claude Debussy / Luc Brewaeys: Preludes - Recomposition for symphony orchestra, conduzida por Daniele Callegari (2005)
- Ludwig van Beethoven: Sinfonia N.º 4 em Si Bemol Maior, Op. 60 e Sinfonia N.º 7 em A maior, Op. 92, conduzida por Philippe Herreweghe (2005)
- Maurice Ravel - orquestrações: Mussorgsky – Debussy – Chabrier - Schumann
- Giya Kancheli: Simi (para violoncelo e orquestra) e Magnum Ignotum (para uma banda de concertos)
- Kalevi Aho: Concertos de Trombone e Trompete, conduzidos por Martyn Brabbins
- Antonín Dvořák: Concerto para Violino e Orquestra em A Menor, Op. 53/Suk: Fantasy em G Menor, Op. 24 e Love Song, Op. 7, conduzidos por Alan Buribayev
- Wilhelm Stenhammar: Sinfonia N.º 2, conduzida por Christian Lindberg
- Robert Schumann: Sinfonia N.º 2 e 4, conduzida por Philippe Herreweghe

Além desta pequena seleção, a Orquestra Filarmónica de Antuérpia (deFilharmonie, Real Filarmónica Flamenga, Koninklijk Vlaams Filharmonisch Orkest) tem efetuado várias gravações de trabalhos para compositores belgas como Peter Benoit, August De Boeck, Josef Callaerts, Wim Henderickx, Luc Van Hove, Joseph Jongen, Jef Maes, Arthur Meulemans, Lodewijk Mortelmans, Norbert Rosseau, Adolphe Samuel, Henri Vieuxtemps e Eugène Ysaÿe, frequentemente sob a batuta do maestro Martyn Brabbins.

## Literatura
Jan de Zutter, Jan Dewilde, Tom Eelen: Van de Philharmonie tot deFilharmonie, Antuérpia, 2005, 287 p.